# Sicherheitskräfte
Sicherheitskräfte ist ein Sammelbegriff für Personen die private Sicherheitsdienstleistungen anbieten und Exekutivorgane eines Staates, die der Durchsetzung des staatlichen Gewaltmonopols und der Bewahrung oder Wiederherstellung der inneren Sicherheit dienen. Dazu gehören unter anderem Polizei, paramilitärische Einheiten, Geheimpolizei, Inlandsgeheimdienste und das Militär. 
Der Begriff wird alltäglich medial verwendet, egal ob es sich dabei, um eine Demokratie, ein parlamentarisches Regierungssystem, eine Wahlmonarchie, eine konstitutionelle Monarchie, ein präsidentielles Regierungssystem, ein semipräsidentielles Regierungssystem, eine Autokratie, eine Volksrepublik, oder eine Diktatur handelt.

## Staatliche Sicherheitskräfte
Der Begriff wird in der Presseberichterstattung häufig für die Bezeichnung von Polizei-ähnlichen, paramilitärischen oder militärischen Verbänden eines anderen Landes benutzt, wenn diese auf dem Hoheitsgebiet des Staates selbst eingesetzt werden. Wegen der großen Bandbreite ist die Bezeichnung unscharf und wird von Journalisten häufig in Fällen verwendet, in denen keine genauere Angabe möglich ist oder eine genaue Erläuterung als zu kompliziert angesehen wird. Beim Einsatz von Militäreinheiten zur Aufstandsbekämpfung wird regelmäßig vom Einsatz von Sicherheitskräften berichtet.
Ein Beispiel für Sicherheitskräfte, die keine Entsprechung in Deutschland haben, sind die in vielen Staaten den Innenministerien zugeordneten Verbände, die häufig quasi-militärischen Charakter besitzen und beispielsweise zur Bekämpfung von Unruhen dienen. Auch die Nationalgarde der USA besitzt keine Entsprechung in Deutschland, sie wird aber regelmäßig im Inland eingesetzt. 

## Private Dienstleister
Gemäß Industrie- und Handelskammer gewährleisten geprüfte Schutz- und Sicherheitskräfte die Sicherheit von Personen und schützen Objekte, Anlagen und Werte. Damit werden ebenfalls Personen im Werkschutz, Streifendienst, Werttransport, auf Veranstaltungen, im Personenschutz und bei den Verkehrsdiensten die präventiv agieren und Gefahren abwehren als Sicherheitskräfte bezeichnet.